# Gaonian
Gaonian (kinesiska: 高酿, 高酿镇) är en köping i Kina. Den ligger i provinsen Guizhou, i den sydvästra delen av landet, omkring 250 kilometer öster om provinshuvudstaden Guiyang. Antalet invånare är 17878. Befolkningen består av 8 557 kvinnor och 9 321 män. Barn under 15 år utgör 21,0 %, vuxna 15-64 år 65 %, och äldre över 65 år 12,0 %.